# Mecasermin
Mecasermin, es vendido bajo la marca Increlex. Es un medicamento utilizado para tratar el retraso del crecimiento en niños debido a una deficiencia primaria del factor de crecimiento similar a la insulina I o a la falta del gen de la hormona del crecimiento .  Este medicamento se administra mediante inyección debajo de la piel. 
Los efectos secundarios de este medicamento incluyen dolor de cabeza, niveles bajos de azúcar en sangre, vómitos, bulto en el lugar de la inyección e infección del oído medio ;  otros efectos secundarios pueden incluir amígdalas agrandadas, hipertensión intracraneal y deslizamiento de la epífisis capital femoral .  Es una forma recombinante del factor de crecimiento 1 similar a la insulina humana . 
Este medicamento fue aprobado para uso médico en los Estados Unidos en 2005 y en Europa en 2007.   En los Estados Unidos, 400 mg cuestan alrededor de 54.000 dólares estadounidenses en 2021.  Esta cantidad en el Reino Unido le cuesta al NHS unas 24.000 libras esterlinas. 